# مگی چانگ

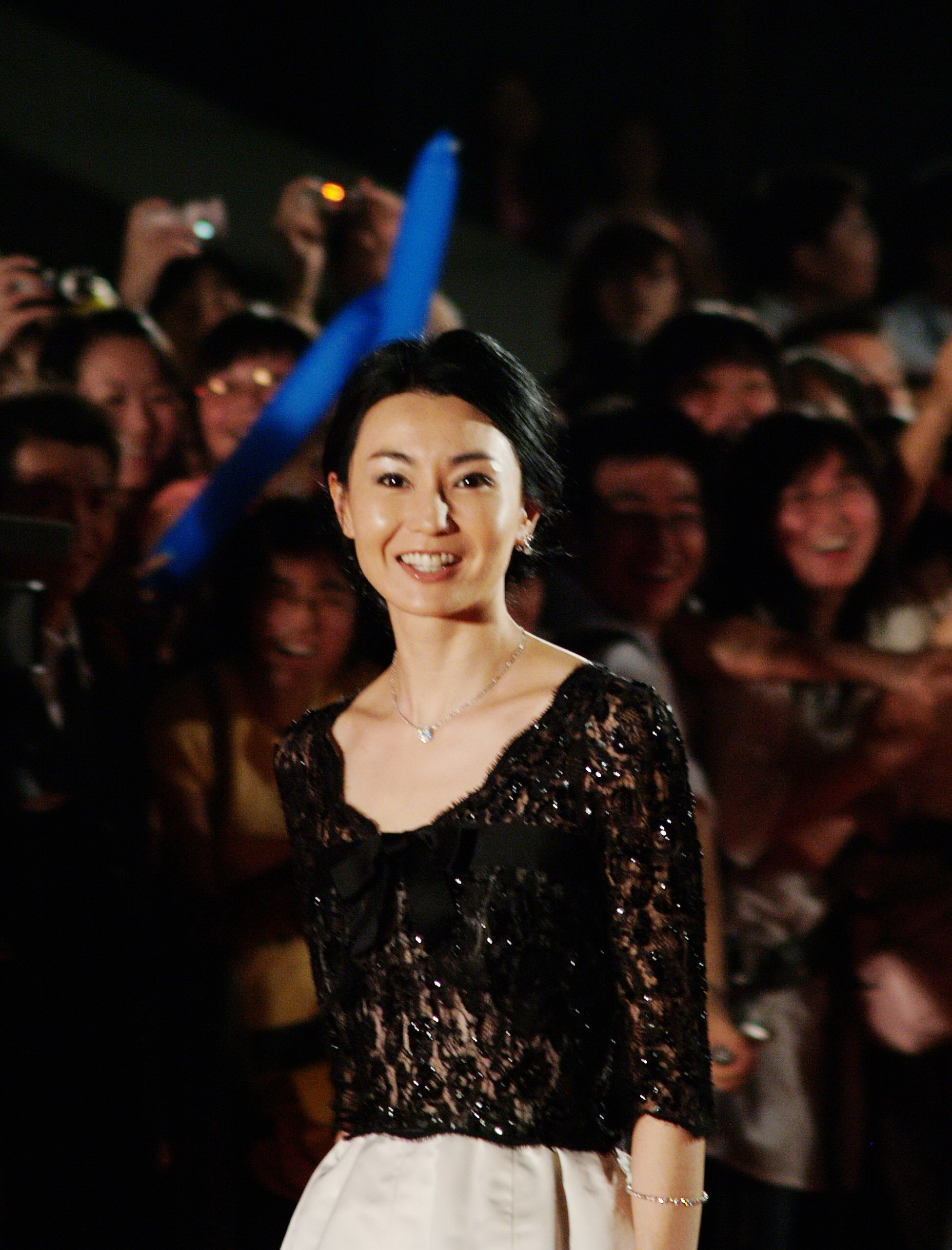

مگی چانگ (انگلیسی: Maggie Cheung؛ زادهٔ ۲۰ سپتامبر ۱۹۶۴) هنرپیشه اهل چین است.

## گزیده فیلمشناسی
سینما
| سال  | نام فیلم                 | نقش | نکته |
| ---- | ------------------------ | --- | ---- |
| ۱۹۸۵ | داستان پلیس ۱            |     |      |
| ۱۹۸۶ | شبح شاد ۳                |     |      |
| ۱۹۸۷ | پروژه آ بخش دوم          |     |      |
| ۱۹۸۸ | داستان پلیس ۲            |     |      |
| ۱۹۸۹ | مرد یخی                  |     |      |
| ۱۹۹۰ | روزهای وحشی بودن         |     |      |
| ۱۹۹۱ | جایگاه چشمگیر            |     |      |
| ۱۹۹۲ | اژدهای دوقلو             |     |      |
| ۱۹۹۲ | چیزی خوبه که پایانش خوبه |     |      |
| ۱۹۹۲ | داستان پلیس ۳: ابر پلیس  |     |      |
| ۱۹۹۲ | مهمانخانه دروازه اژدها   |     |      |
| ۱۹۹۳ | قهرمان سه‌گانه            |     |      |
| ۱۹۹۳ | اولین شلیک               |     |      |
| ۱۹۹۳ | سلاح مقدس                |     |      |
| ۱۹۹۳ | اعدام‌کنندگان             |     |      |
| ۱۹۹۴ | خاکسترهای زمان           |     |      |
| ۱۹۹۶ | ایرما وپ                 |     |      |
| ۱۹۹۷ | خواهران سونگ             |     |      |
| ۱۹۹۷ | جعبه چینی                |     |      |
| ۲۰۰۰ | در حال و هوای عشق        |     |      |
| ۲۰۰۲ | قهرمان                   |     |      |
| ۲۰۰۴ | ۲۰۴۶                     |     |      |
| ۲۰۰۴ | تمیز                     |     |      |
| ۲۰۰۸ | خاکسترهای زمان           |     |      |
| ۲۰۰۹ | حرامزاده‌های لعنتی        |     |      |

## جوایز
| سال  | جایزه                              | رده                              | عنوان فیلم                    |
| ---- | ---------------------------------- | -------------------------------- | ----------------------------- |
| ۱۹۸۹ | جایزه فیلم هنگ کنگ                 | بهترین بازیگر زن                 | A Fishy Story                 |
| ۱۹۹۲ | جایزه فیلم هنگ کنگ                 | بهترین بازیگر زن                 | جایگاه چشمگیر                 |
| ۱۹۹۶ | جایزه فیلم هنگ کنگ                 | بهترین بازیگر زن                 | Comrades: Almost a Love Story |
| ۱۹۹۸ | جایزه فیلم هنگ کنگ                 | بهترین بازیگر زن                 | خواهران سونگ                  |
| ۲۰۰۱ | جایزه فیلم هنگ کنگ                 | بهترین بازیگر زن                 | در حال و هوای عشق             |
| ۱۹۹۶ | جایزه باهینیای زرین                | بهترین بازیگر زن                 | Comrades: Almost a Love Story |
| ۱۹۹۶ | جایزه انجمن منتقدان فیلم هنگ کنگ   | بهترین بازیگر زن                 | Comrades: Almost a Love Story |
| ۱۹۸۹ | جشنواره و جوایز فیلم اسب طلایی     | بهترین بازیگر زن                 | Full Moon in New York         |
| ۱۹۹۰ | جشنواره و جوایز فیلم اسب طلایی     | بهترین بازیگر زن                 | غبار سرخ                      |
| ۱۹۹۱ | جشنواره و جوایز فیلم اسب طلایی     | بهترین بازیگر زن                 | جایگاه چشمگیر                 |
| ۱۹۹۶ | جشنواره و جوایز فیلم اسب طلایی     | بهترین بازیگر زن                 | Comrades: Almost a Love Story |
| ۲۰۰۰ | جشنواره و جوایز فیلم اسب طلایی     | بهترین بازیگر زن                 | در حال و هوای عشق             |
| ۱۹۹۲ |                                    | خرس نقره‌ای برای بهترین بازیگر زن | جایگاه چشمگیر                 |
| ۲۰۰۴ |                                    | جایزه بهترین بازیگر نقش اول زن   | تمیز                          |
| ۲۰۰۴ | Hawaii International Film Festival | جایزه برای دستاورد در هنرپیشگی   |                               |